# 广货街镇
广货街镇，是中华人民共和国陕西省安康市宁陕县下辖的一个乡镇级行政单位。
2015年，陕西省民政厅批复同意撤销丰富镇，并入广货街镇。

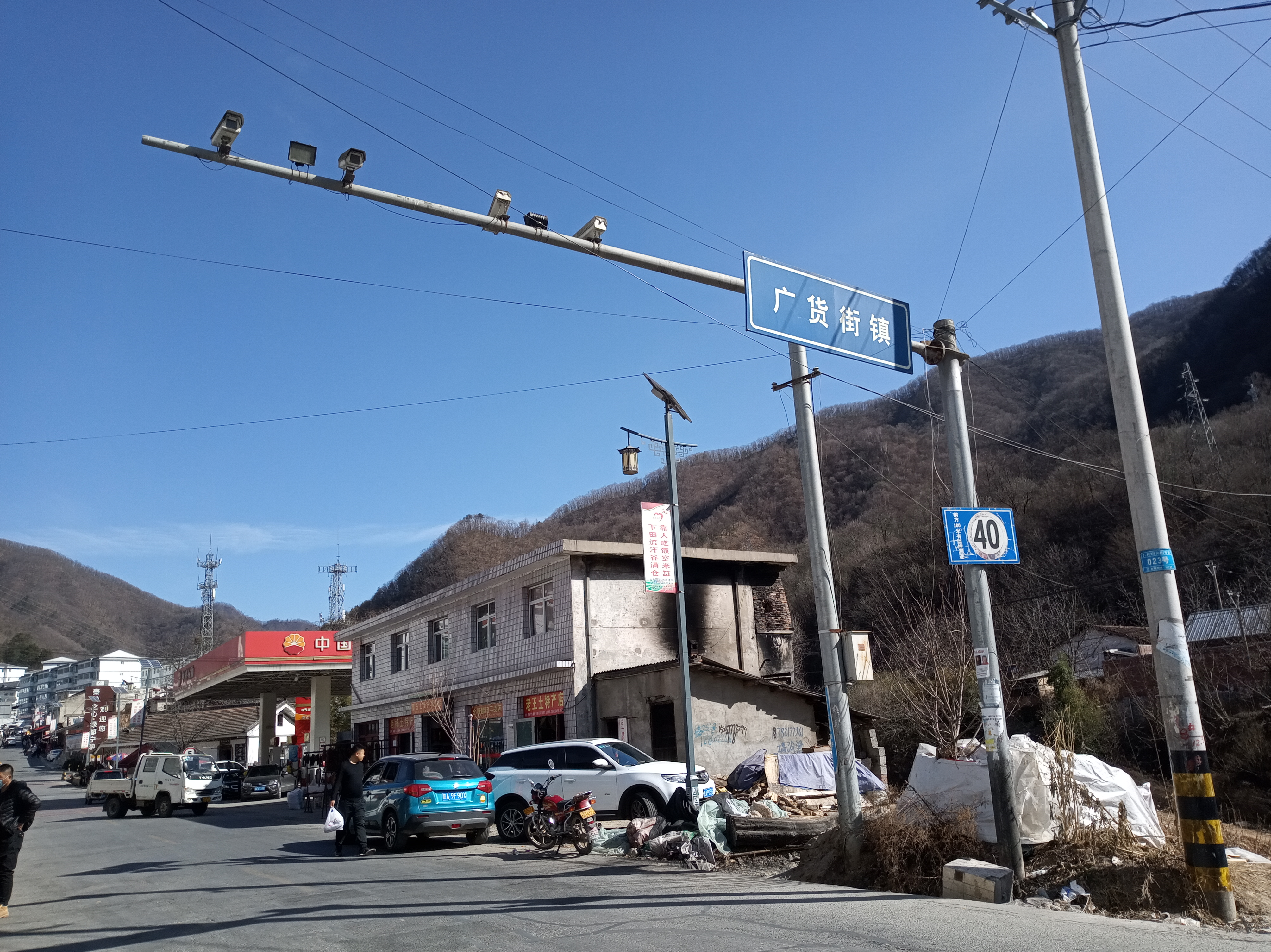
广货街镇南口

## 行政区划
广货街镇下辖以下地区：
广货街社区、沙沟村、园潭村、蒿沟村、沙洛村、架子沟村、五台村、猴子坪村、北沟村和和平村。